# Neotanygastrella africana
Neotanygastrella africana är en tvåvingeart som beskrevs av Burla 1954. Neotanygastrella africana ingår i släktet Neotanygastrella och familjen daggflugor.
Artens utbredningsområde är Elfenbenskusten. Inga underarter finns listade i Catalogue of Life.